# Nesogobius
 Nesogobius es un género de peces de la familia de los Gobiidae en el orden de los Perciformes.

## Especies
Las especies de este género son:
- Nesogobius greeni
- Nesogobius hinsbyi
- Nesogobius maccullochi
- Nesogobius pulchellus